# Rosália
Rosália é um distrito do município brasileiro de Marília, no interior do estado de São Paulo.

## História

### Origem
O distrito tem origem no povoado de Vila Tibiriçá, fundado em território do município de Marília.

### Formação administrativa
- Lei nº 3.127 de 10/11/1937 - Cria o distrito de Primavera, com sede no povoado de Vila Tibiriçá, no município de Marília[3][4].
- O Decreto nº 8.905 de 11/01/1938 cria o distrito policial de Primavera[5][6].

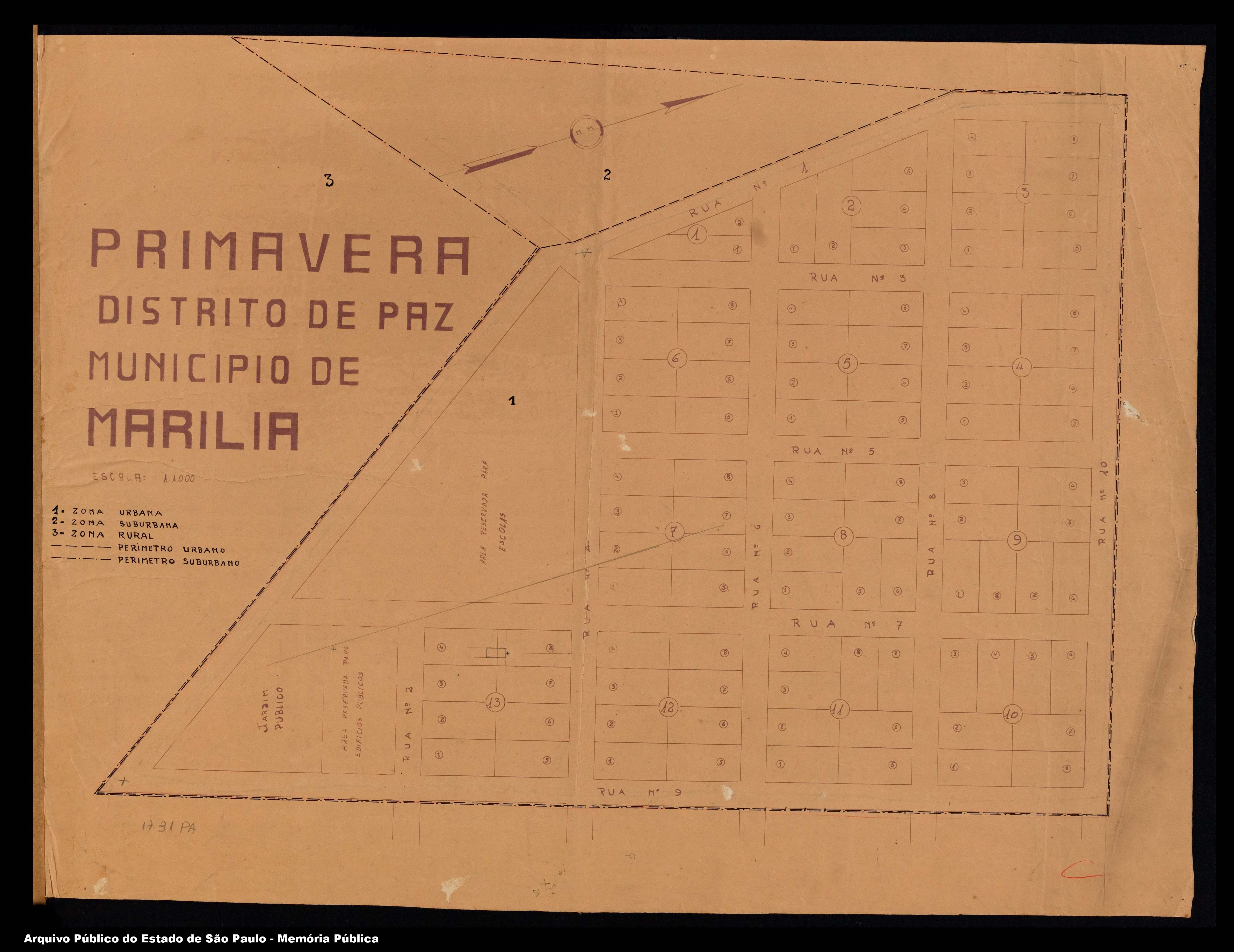
Planta da área urbana original.

- Decreto-Lei nº 14.334 de 30/11/1944 - Altera a denominação para Rosália[7].

### Pedido de emancipação
O distrito tentou a emancipação político-administrativa e ser elevado à município, através de processos que deram entrada na Assembléia Legislativa do Estado de São Paulo nos anos de 1990 e 1994, mas como não atendiam os requisitos necessários exigidos por lei para tal finalidade, os processos foram arquivados.

## Geografia

### Demografia

#### População urbana
| Crescimento população urbana | Crescimento população urbana | Crescimento população urbana | Crescimento população urbana |
| Censo                        | Pop.                         |                              | %±                           |
| ---------------------------- | ---------------------------- | ---------------------------- | ---------------------------- |
| 1940                         | 351                          |                              | —                            |
| 1950                         | 424                          |                              | 20,8%                        |
| 1960                         | 599                          |                              | 41,3%                        |
| 1970                         | 768                          |                              | 28,2%                        |
| 1980                         | 1 059                        |                              | 37,9%                        |
| 1991                         | 1 622                        |                              | 53,2%                        |
| 2000                         | 1 403                        |                              | −13,5%                       |
| 2010                         | 1 265                        |                              | −9,8%                        |
| Fonte: IBGE e Fundação SEADE |                              |                              |                              |

#### População total
Pelo Censo 2010 (IBGE) a população total do distrito era de 1 652 habitantes.

### Área territorial
A área territorial do distrito é de 187,289 km².

### Rodovias
O principal acesso de Rosália é a estrada vicinal que liga o distrito à Rodovia Dona Leonor Mendes de Barros (SP-333) e à cidade de Marília.

## Serviços públicos

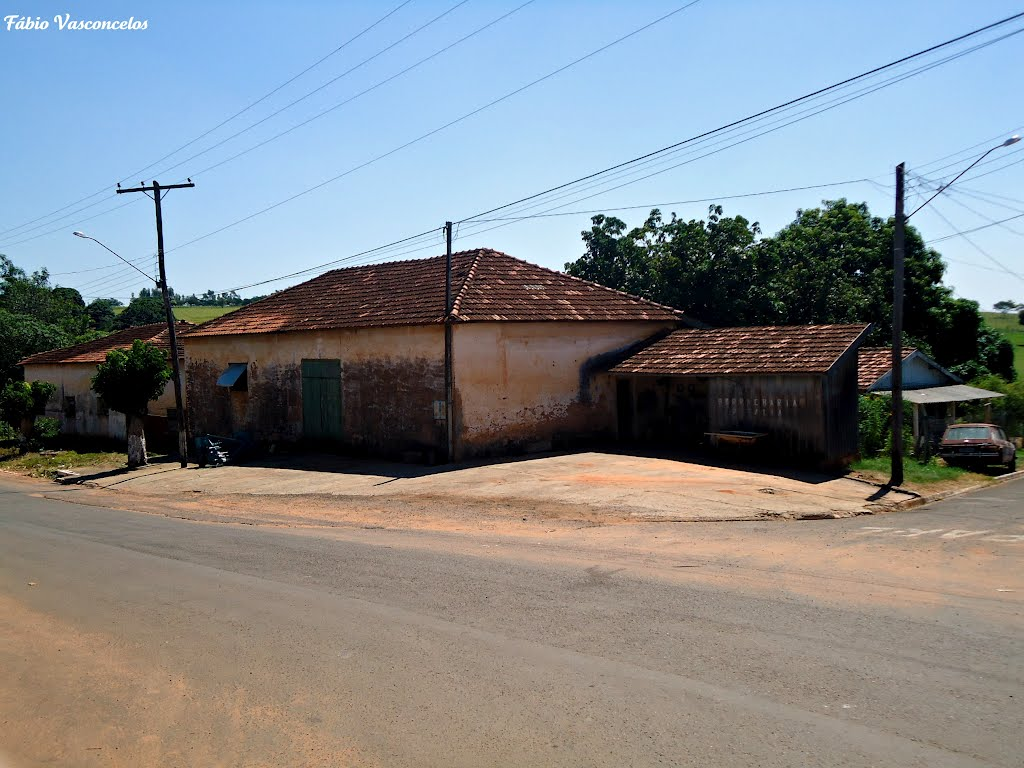
Aspecto local.

### Registro civil
Atualmente é feito na sede do município, pois o Cartório de Registro Civil das Pessoas Naturais do distrito foi extinto pelo  Tribunal de Justiça do Estado de São Paulo, e seu acervo foi recolhido ao cartório do distrito sede.

### Saneamento
O serviço de abastecimento de água é feito pelo Departamento de Água e Esgoto de Marília (DAEM). 

### Energia
A responsável pelo abastecimento de energia elétrica é a CPFL Paulista, distribuidora do grupo CPFL Energia.

### Telecomunicações
O distrito era atendido pela Telecomunicações de São Paulo (TELESP), que inaugurou a central telefônica utilizada até os dias atuais. Em 1998 esta empresa foi vendida para a Telefônica, que em 2012 adotou a marca Vivo para suas operações.

## Atividades econômicas
Este distrito já foi uma grande colônia de japoneses nos anos 80, e também de trabalhadores rurais oriundos dos estados da Bahia, Alagoas e Minas Gerais. Com a desativação da Usina Paredão em Oriente toda a região, inclusive Rosália, aos poucos foi apresentando vários impactos como a falta de emprego, e isso fez muitos moradores migrarem para cidades maiores em busca de trabalho. Aqueles de ascendência japonesa, em grande parte, foram ao Japão a trabalho.

## Religião

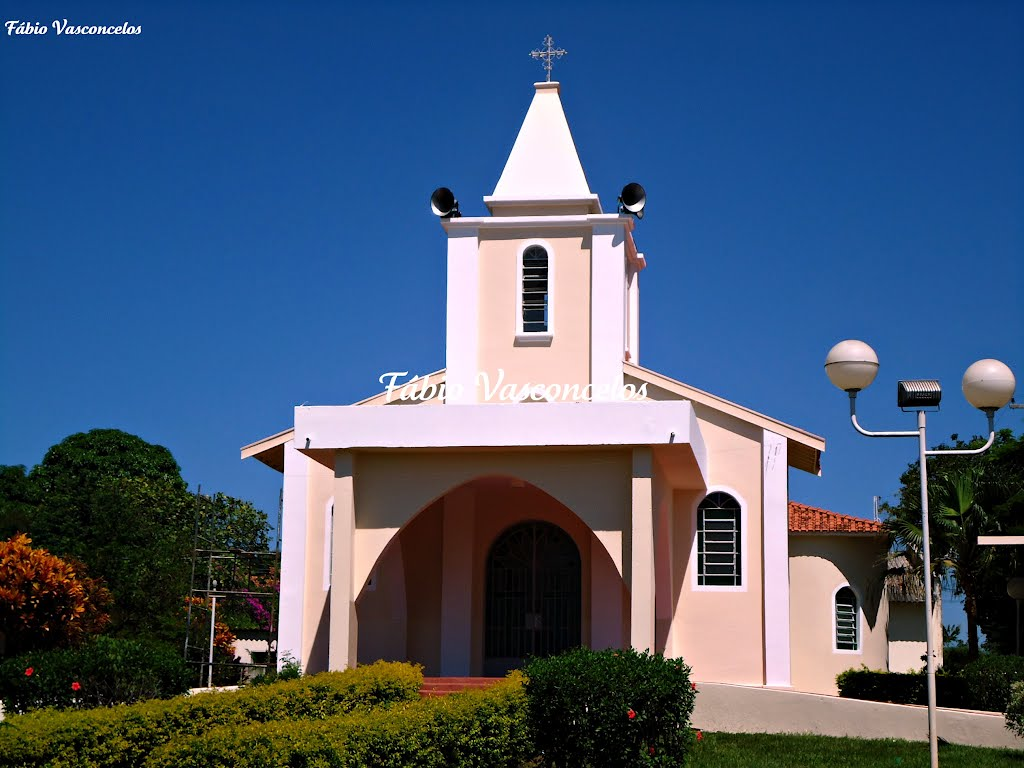
Igreja.

O Cristianismo se faz presente no distrito da seguinte forma:

### Igreja Católica
- A igreja faz parte da Diocese de Marília[20].

### Igrejas Evangélicas
- Assembleia de Deus - O distrito possui uma congregação da Assembleia de Deus Ministério do Belém, vinculada ao Campo de Marília. Por essa igreja, através de um início simples, mas sob a benção de Deus, a mensagem pentecostal chegou ao Brasil. Esta mensagem originada nos céus alcançou milhares de pessoas em todo o país, fazendo da Assembleia de Deus a maior igreja evangélica do Brasil[21][22].
- Congregação Cristã no Brasil[23].